# Opieka zdrowotna w Bydgoszczy

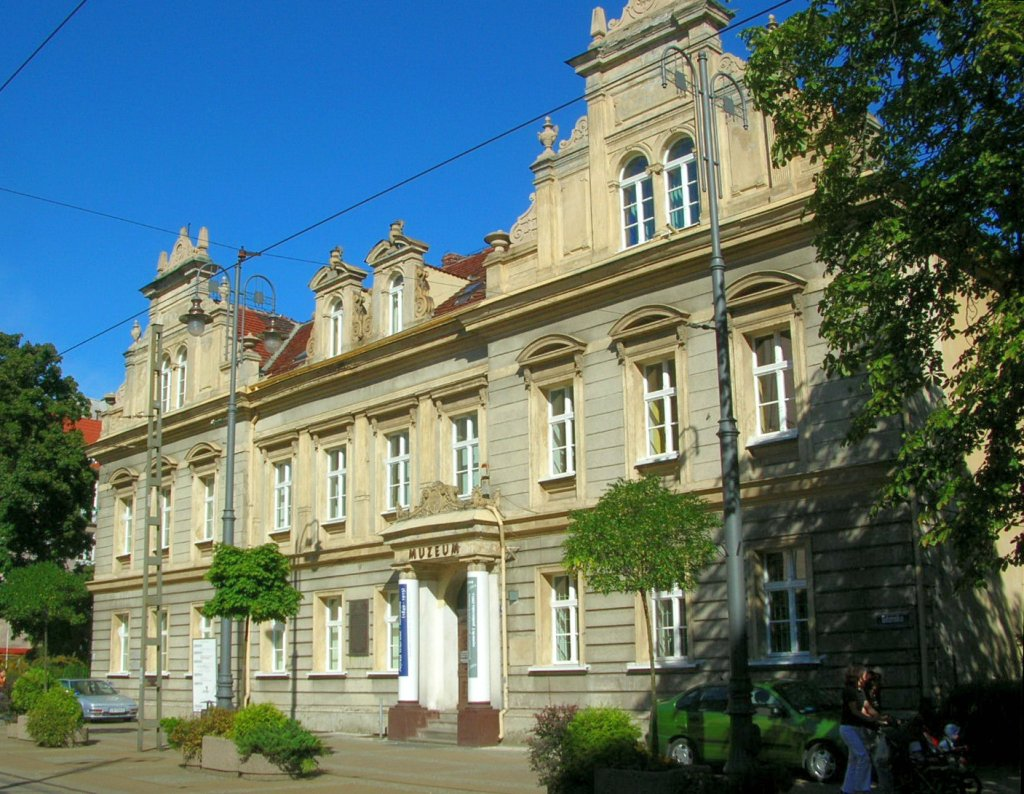
Pierwszy Szpital Miejski w dawnym klasztorze klarysek, ul. Gdańska 4

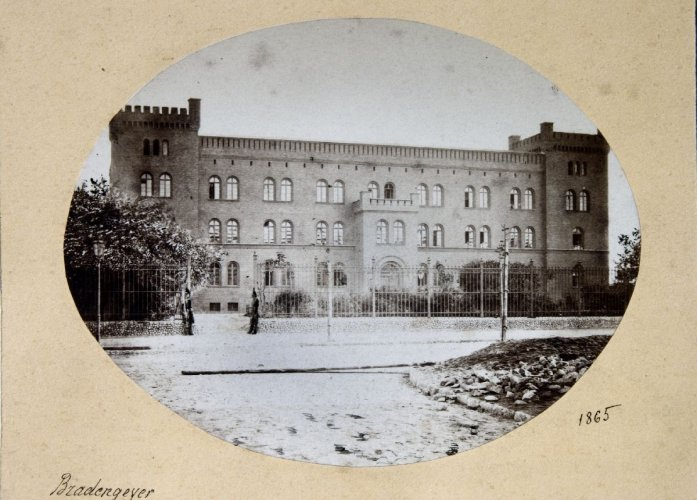
Szpital Garnizonowy w 1865 roku

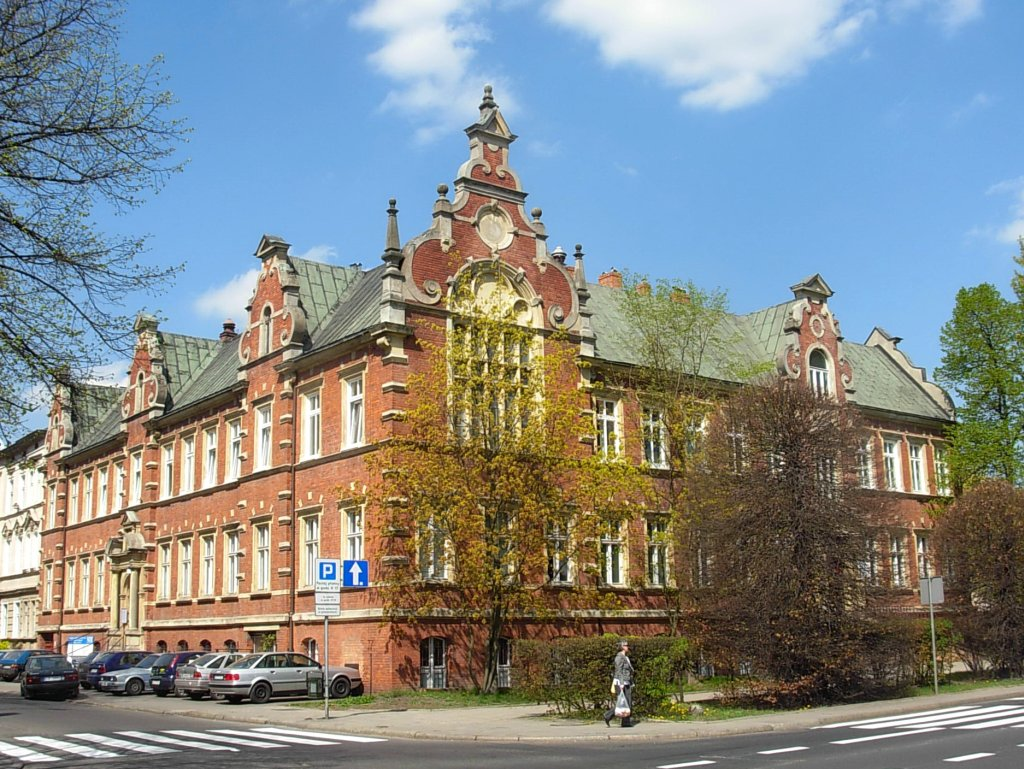
Dawne schronisko dla niewidomych (1901), ul. Kołłątaja

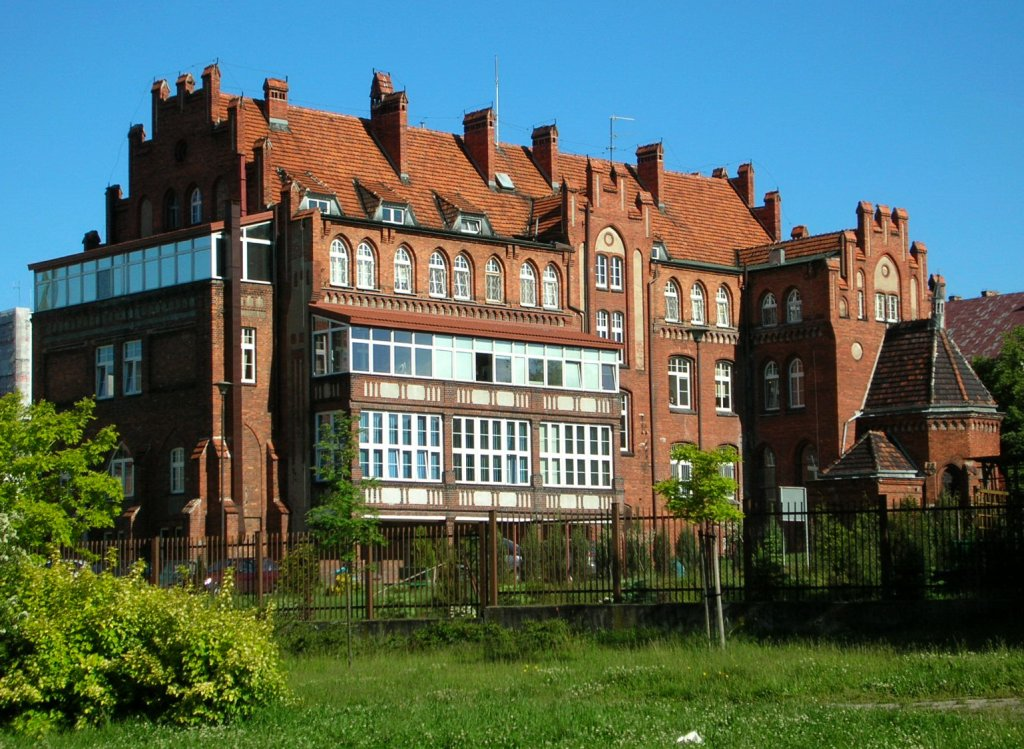
Dawny Szpital Dziecięcy (1912) przy ul. św. Floriana

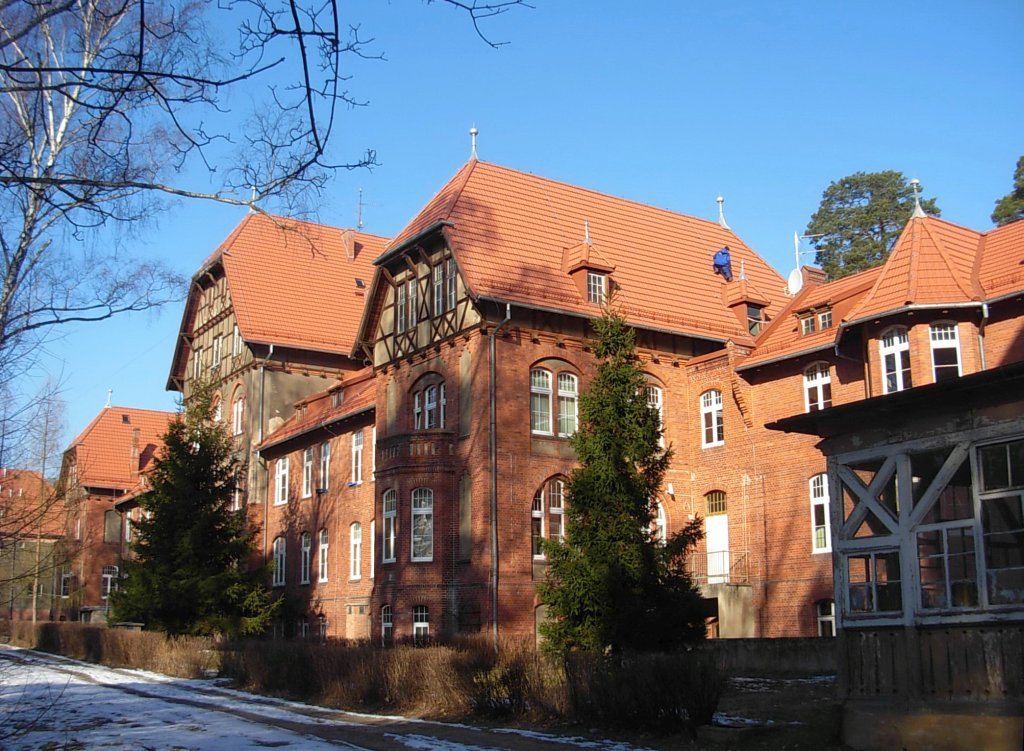
Sanatorium w Smukale należące do Kujawsko-Pomorskiego Centrum Pulmonologii

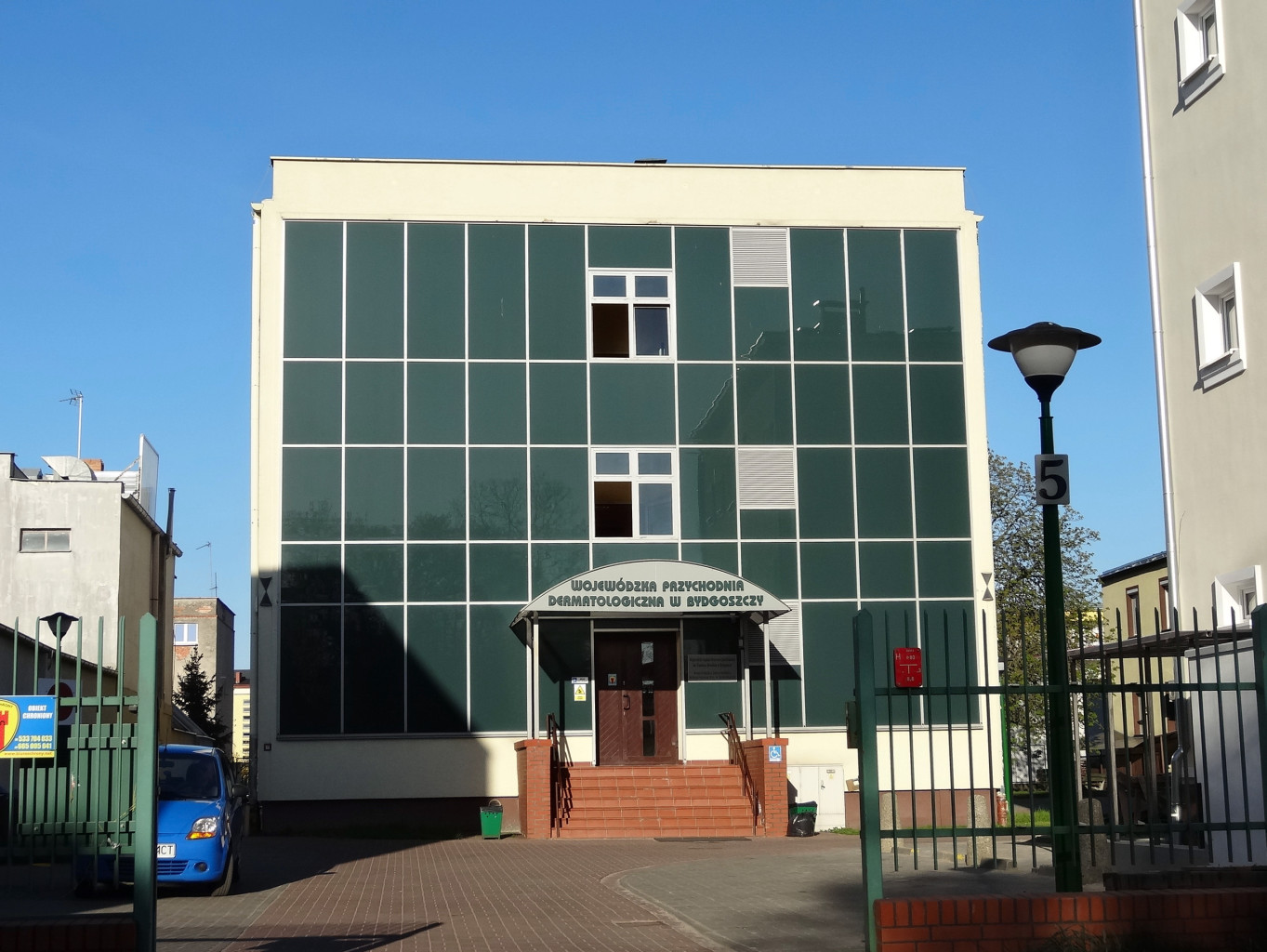
Wojewódzka Przychodnia Dermatologiczna (w latach 1945-1984 Wojewódzki Szpital Dermatologiczny im. Wojciecha Oczko w Bydgoszczy)

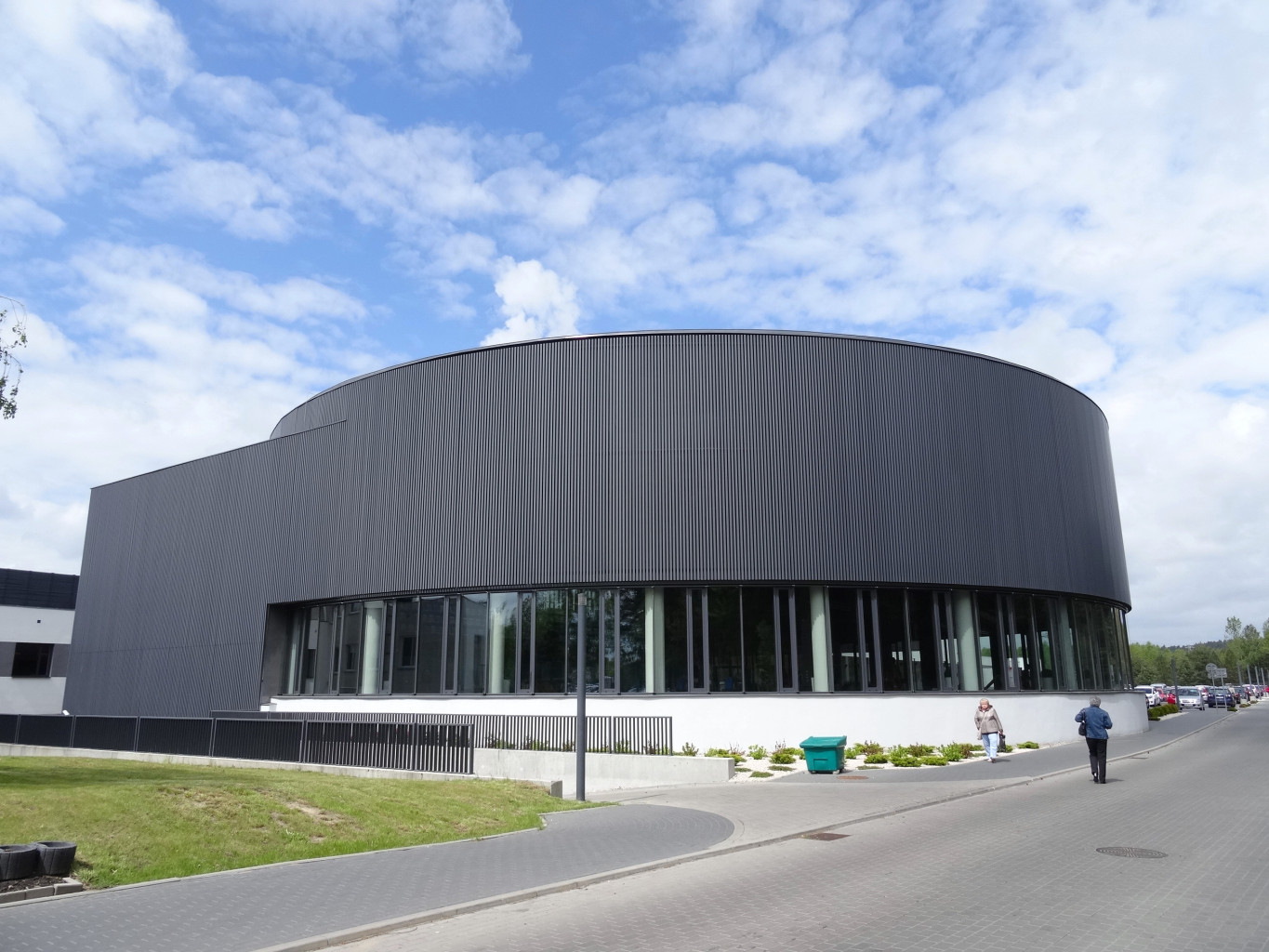
Park Aktywnej Rehabilitacji i Sportu (PARiS) przy Centrum Onkologii

Bydgoszcz jest ważnym ośrodkiem medycznym w skali krajowej, dzięki rozwiniętej infrastrukturze, wyższej uczelni medycznej kształcącej odpowiednie kadry, a także dzięki wieloletniej obecności wybitnych specjalistów (prof. Marek Harat, prof. Józef Kałużny i inni), którzy wdrożyli szereg nowatorskich przedsięwzięć medycznych (onkologia, neurochirurgia, okulistyka, laryngologia, kardiologia). W 2014 r. pracowało w Bydgoszczy 3680 lekarzy, 4091 pielęgniarek oraz 472 położnych.

## Kalendarium
Historia lecznictwa w Bydgoszczy w datach (apteki, szkolnictwo medyczne i opieka społeczna w osobnych sekcjach):
- 1448 – powstaje pierwszy w Bydgoszczy przytułek dla chorych i ubogich wraz z kaplicą Św. Ducha na Przedmieściu Gdańskim (trwa do XVI w.)
- 1493 – w źródłach pojawia się znany z imienia łaziebnik bydgoski (Michał)
- 1529 – budowa z fundacji starosty bydgoskiego Stanisława Kościeleckiego przytułku dla chorych i ubogich wraz z kaplicą św. Stanisława (1583) na Przedmieściu Kujawskim (trwa do XVIII w.)
- 1532 – najstarsza wzmianka o aptekarzach w Bydgoszczy
- 1546 – w źródłach odnotowani są pierwsi zawodowi lekarze w Bydgoszczy wykształceni na Uniwersytecie Jagiellońskim w Krakowie (Jan Jaktorowski, Marcin Borucki)
- 1549 – władze miejskie zawierają umowę z łaziebnikiem Tomaszem na budowę nowej łaźni publicznej
- 1550 – z fundacji burgrabiego zamku bydgoskiego powstaje przytułek dla chorych i ubogich wraz z kaplicą Św. Krzyża na Przedmieściu Poznańskim (trwa do pocz. XIX w.)
- 1795 – powstaje lazaret garnizonowy przy ul. Grodzkiej 2
- 1808 – powstaje Wydział Lekarski Departamentu Bydgoskiego Księstwa Warszawskiego, sprawujący nadzór nad lecznictwem; po 1815 przekształca się w rejencyjną Komisję Sanitarną podległą Kolegium Medycznemu w Poznaniu
- 1836 – w byłym klasztorze Klarysek powstaje pierwszy szpital miejski (rozbudowany w 1878)
- 1852 – oddanie do użytku Szpitala Garnizonowego przy ul. Jagiellońskiej[3]
- 1870 – powstaje Ochotnicza Kolumna Sanitarna, protoplasta pogotowia ratunkowego
- 1873 – powstają prywatne zakłady kąpielowe, oferujące fizykoterapię i wodolecznictwo
- 1880 – powstaje Szpital Powiatowy i Przytułek dla Nieuleczalnie Chorych na przedmieściu Bielawy (dzisiaj Wojewódzki Szpital Dziecięcy); chorymi opiekują się siostry diakoniski
- 1885 – 9 grudnia otwarcie Szpitala Diakonisek (dzisiaj Kujawsko-Pomorskie Centrum Pulmonologii) przy ul. Seminaryjnej z fundacji Ludwiki Giese-Rafalskiej, właścicielki majątku Rupienica; obok powstaje dom opieki dla samotnych kobiet przy ul. Szubińskiej; opiekę w szpitalu sprawują siostry diakoniski wyznania ewangelickiego
- 1888 – w budynku przy ul. Gdańskiej 16 powstaje pierwsza w mieście prywatna klinika okulistyczna
- 1889 – 1 października otwarcie Oddziału Epidemicznego na przedmieściu Górzyskowo
- 1897 – z inicjatywy Ochotniczej Kolumny Sanitarnej powstają w mieście stanowiska udzielania pierwszej pomocy medycznej
- 1898 – 4 maja otwarcie Szpitala Dziecięcego przy ul. św. Floriana, utworzonego z inicjatywy społeczności polskiej, w którym opiekę sprawują siostry szarytki; powiększony w 1901 dzięki pomocy hrabiny Potulickiej, znacznie rozbudowany w 1910 dzięki przekazaniu wszystkich swoich oszczędności przez lekarza Stanisława Warmińskiego, stryja dr Emila Warmińskiego[4]
- 1899 – w mieście pracuje 52 lekarzy, w tym ok. 10 Polaków, na początku XX w. należą oni do patriotycznej elity m.in. Władysław Piórek, Jan Biziel, Emil Warmiński, Jan Kantak, Piotr Piskorski, Michał Hoppe
- 1901 – budowa schroniska dla niewidomych przy ul. Kołłątaja; powstaje niemiecka Izba Aptekarska w Bydgoszczy
- 1902 – początek pogotowia ratunkowego przy remizie strażackiej na ul. Pomorskiej 16; władze miejskie zakupują kryty powóz sanitarny służący do przewożenia chorych w nagłych wypadkach
- 1903 – powstaje w Bydgoszczy niejawne polskie Towarzystwo Lekarzy Nadnoteckich[5]; równolegle, oficjalnie istnieje niemiecki Związek Lekarzy w Bydgoszczy (niem. Ärzlicher Verein Bromberg)
- 1904 – w październiku staraniem Centralnego Niemieckiego Komitetu dla Budowy Zakładów Przeciwgruźliczych powstaje drugie w zaborze pruskim sanatorium dla płucnochorych w Smukale, połączone z miastem koleją wąskotorową[6]
- 1908 – uruchomienie oddziału medycznego dla chorych wenerycznie kobiet
- 1909 – 2 kwietnia powstaje Lecznica dla Niemowląt przy pl. Kościeleckich zwana ochronką cesarzowej Wiktorii Augusty (niem. Auguste Wiktoria Heim)
- 1914 – od września powstaje ok. 20 lazaretów dla rannych żołnierzy niemieckich przywożonych z frontu; funkcję tę spełniają m.in. Seminarium Nauczycielskie przy ul. Bernardyńskiej, szpital na Bielawach, szpital św. Floriana, Szkoła Rzemiosł Artystycznych, Strzelnica, Kasyno Cywilne, budynek Szkoły Wojennej; powstaje również 12 baraków z 400 miejscami na szpital wojenny dla jeńców rosyjskich
- 1920 – magistrat przejmuje z rąk niemieckich Szpital Miejski przy ul. Gdańskiej, Lecznicę Chorób Zakaźnych przy ul. Żwirki i Wigury, Szpital Diakonisek przy ul. Seminaryjnej oraz Stację Weneryczną przy ul. Parkowej; istnieje także Szpital Garnizonowy przy ul. Jagiellońskiej, Szpital Powiatowy przy ul. Chodkiewicza, szpital św. Floriana prowadzony przez szarytki, Lecznica dla Niemowląt przy pl. Kościeleckich oraz Szpital dla Piersiowo-Chorych w Smukale; utworzenie Kasy Chorych miasta Bydgoszczy (ul. Warmińskiego 3), gdzie mieści się także zakład kąpielowo-leczniczy
- 1921 – powstaje miejska Pracownia Badania Żywności i Przedmiotów Użytku przeprowadzająca analizy bakteriologiczne, od 1929 Miejski Instytut Higieny
- 1923 – w kwietniu powołanie Naukowego Towarzystwa Lekarskiego na Obwód Nadnotecki z prezesem dr Janem Bizielem; Towarzystwo gromadzi bibliotekę lekarską, w 1939 największą na Pomorzu; powstaje największa w mieście Prywatna Klinika dr Jana Króla przy ul. Gimnazjalnej
- 1924 – powstaje Miejska Stacja Opieki nad Matką i Dzieckiem przy ul. Jagiellońskiej 18
- 1925 – w mieście praktykuje 50 lekarzy polskich i 11 niemieckich; powstaje miejski oddział Ginekologiczno-Położniczy przy ul. Gdańskiej 71a; w maju mniejszość niemiecka urządza przy al. Mickiewicza 15 prywatny szpital dr Siegfrieda Staemmlera
- 1926 – we wrześniu w miejsce niemieckiej Auguste Wiktoria Heim przy pl. Kościeleckich powstaje polska ochronka dla niemowląt
- 1927 – 20 czerwca decyzja magistratu o budowie nowego Szpitala Miejskiego na Skrzetusku – centrum specjalistycznego z zasięgiem na całe Pomorze, będącym przeciwwagą dla szpitali Wolnego Miasta Gdańska; projektantem obiektu jest miejski radca budowlany Bogdan Raczkowski (prace rozpoczęto w lipcu 1928); 1 lipca uruchomienie pogotowia ratunkowego ze stałym dyżurem lekarskim, dla którego zakupiono we Francji ambulansy motorowe
- 1928 – przekształcenie bydgoskiego Szpitala Wojskowego przy ul. Jagiellońskiej w Garnizonową Izbę Chorych z 50 łóżkami; otwarcie Łaźni Miejskiej na Szwederowie
- 1929 – Lecznica w Smukale przemianowana na Wojewódzkie Sanatorium dla Piersiowo-Chorych
- 1933 – 28 marca w miejsce Kasy Chorych powstaje Ubezpieczalnia Społeczna dla miasta Bydgoszczy i powiatów: bydgoskiego, szubińskiego, wyrzyskiego i sępoleńskiego (ul. Cieszkowskiego 5)
- 1937 – 13 grudnia otwarcie nowego Szpitala Miejskiego na Skrzetusku; ówcześnie najnowocześniejszego w Polsce; 6-kondygnacyjny budynek z 2 skrzydłami mieści 6 oddziałów, w tym 4 przeniesione ze starych obiektów i 2 nowe: ortopedia i okulistyka
- 1938 – przejęcie przez miasto Szpitala Powiatowego na Bielawach, który staje się oddziałem Szpitala Miejskiego
- 1939 – 1-3 września w Garnizonowej Izbie Chorych rezyduje Szpital Polowy nr 802 dedykowany 15 Wielkopolskiej Dywizji Piechoty stacjonującej w Bydgoszczy; po wkroczeniu Niemców przeznaczony jest dla jeńców wojennych
- 1940 – do sierpnia Szpital Miejski i Szpital św. Floriana pełnią funkcję niemieckich szpitali polowych; Szpital na Bielawach zostaje szpitalem dziecięcym,
- 1945 – od marca do grudnia w mieście funkcjonują 3 polowe szpitale ewakuacyjne rozmieszczone w kilkunastu budynkach szkolnych i użyteczności publicznej;  20 grudnia reaktywacja Bydgoskiego Towarzystwa Lekarskiego (od 1952 oddział wojewódzki Polskiego Towarzystwa Lekarskiego)[7]; powołanie Okręgowej Izby Aptekarskiej w Bydgoszczy; powstaje Miejski Szpital Skórno-Weneryczny w Bydgoszczy
- 1946 – 1 września uruchomienie w kamienicy przy ul. Kujawskiej filii Państwowego Zakładu Higieny (od 1952 Wojewódzka Stacja Sanitarno-Epidemiologiczna)
- 1947 – 7 listopada otwarcie przy ul. Markwarta Szpitala Wojewódzkiego Urzędu Bezpieczeństwa Publicznego
- 1948 – 15 marca powstaje Wojskowa Przychodnia Lekarska, która zastępuje Szpital Garnizonowy przeniesiony do Torunia i Grudziądza (decyzję o budowie nowego szpitala garnizonowego w Bydgoszczy podjęto dopiero w 1974)
- 1949 – 29 stycznia uruchomienie Miejskiego Szpitala Zakaźnego przy ul. Floriana 12 w budynkach zajmowanych uprzednio przez szpital Garnizonowy; przy ul. Seminaryjnej w dawnym szpitalu diakonisek powstaje Miejski Szpital Płucno-Chorych; funkcjonuje również Szpital Miejski, Skórno-Weneryczny, Dziecięcy i Urzędu Bezpieczeństwa Publicznego
- 1951 – 1 października powstaje Zakład Doskonalenia Lekarzy (od 1970 Centrum Medyczne Kształcenia Podyplomowego); rozwiązanie izb lekarskich i aptekarskich, w tym okręgowej izby w Bydgoszczy
- 1953 – w styczniu Prezydium WRN nadaje szpitalom bydgoskim za patronów imiona zasłużonych lekarzy: dr Antoniego Jurasza, dr Józefa Brudzińskiego, dr Tadeusza Browicza, dr Alfreda Sokołowskiego (Wojewódzki Szpital Gruźliczy), dr Wojciecha Oczko (Wojewódzki Szpital Dermatologiczny); w listopadzie powstaje oddział Głównej Biblioteki Lekarskiej (od 1984 biblioteka Akademii Medycznej)
- 1955 – 1 grudnia utworzenie Lotniczego Pogotowia Ratunkowego w Bydgoszczy
- 1958 – 1 czerwca otwarcie przy ul. Stawowej 45-łóżkowego Miejskiego Szpitala Położniczego im. dr Jana Biziela (w 1959 szpital włączono jako oddział do nowego Szpitala Ogólnego nr 2 na Kapuściskach)
- 1959 – 30 grudnia otwarcie nowego 250-łóżkowego Szpitala Ogólnego nr 2 na Kapuściskach im. dr Emila Warmińskiego
- 1963 – w czerwcu przy Szpitalu Ogólnym nr 1 powstaje oddział onkologiczny fundacji Sue Ryder
- 1967 – 1 sierpnia oddanie do użytku nowego budynku Wojewódzkiej Stacji Pogotowia Ratunkowego przy ul. Markwarta; rozbudowa Szpitala Ministerstwa Spraw Wewnętrznych; w czerwcu 1968 powstaje obok Wojewódzka Stacja Krwiodawstwa
- 1973 – przekształcenie Szpitala im. dr A. Jurasza w Szpital Wojewódzki, w którym odbywają się zajęcia dydaktyczne studentów Zespołu Nauczania Klinicznego Akademii Medycznej w Gdańsku
- 1974 – 18 lipca wmurowanie kamienia węgielnego pod Szpital przy ul. Biziela; decyzja o budowie Szpitala Wojskowego w sąsiedztwie istniejącej przychodni przy ul. Powstańców Warszawy; rozbudowa Szpitala Wojewódzkiego im dr A. Jurasza pod kątem potrzeb tworzącej się Akademii Medycznej; w ramach reformy służby zdrowia powstaje Wojewódzki Szpital Zespolony w Bydgoszczy, w którego skład wchodzą szpitale: im dr A. Jurasza, Obserwacyjno-Zakaźny, Dziecięcy oraz Gruźlicy i Chorób Płuc
- 1975 – decyzja w sprawie budowy Regionalnego Centrum Onkologii w Bydgoszczy dla województw: bydgoskiego, toruńskiego, włocławskiego, olsztyńskiego i pilskiego
- 1976 – w styczniu rozpoczęcie budowy Szpitala Wojskowego przy ul. Powstańców Warszawy
- 1979 – oddanie do użytku Domu Zdrowia Budowlanych przy ul. Karłowicza (ob. Wojewódzki Ośrodek Medycyny Pracy)
- 1980 – 30 maja uroczyste otwarcie Szpitala XXX-lecia PRL przy ul. Biziela
- 1981 – 19 czerwca powołanie w Bydgoszczy ogólnopolskiego Stowarzyszenia Cukrzyków Polskich (od 1990 Polskie Stowarzyszenie Diabetyków, kilkaset tys. członków, 15 oddziałów wojewódzkich)[8]
- 1982 – 15 listopada założenie w Bydgoszczy Polskiego Towarzystwa Alergologicznego[9]
- 1983 – w maju rozpoczęcie budowy Regionalnego Centrum Onkologii w dzielnicy Fordon
- 1984 – powstaje pierwszy zespół hospicyjny w mieście
- 1985 – 1 stycznia zarządzeniem Ministra Zdrowia powstaje Państwowy Szpital Kliniczny na bazie Wojewódzkiego Szpitala im. dr J. Bizela; 4 października uroczyste otwarcie Wojskowego Szpitala Klinicznego przy ul. Powstańców Warszawy
- 1989 – 21 kwietnia ukończenie modernizacji szpitala im. Jurasza i przekształcenie go w Państwowy Szpital Kliniczny Akademii Medycznej w Bydgoszczy
- 1990 – w styczniu powstaje Bydgosko-Pilska Okręgowa Izba Lekarska (od 2000 Bydgoska Izba Lekarska); 15 marca powołanie do życia Regionalnego Centrum Onkologii - Szpitala w Bydgoszczy; 17 maja powołanie Hospicjum przy parafii Świętych Polskich Braci Męczenników (od 1992 dysponuje oddziałem opieki stacjonarnej, od 1995 im. ks. Jerzego Popiełuszki)
- 1991 – 19 kwietnia utworzenie Pomorsko-Kujawskiej Okręgowej Izby Aptekarskiej w Bydgoszczy obejmującej 3 województwa
- 1992 – powstaje Wojewódzki Ośrodek Medycyny Pracy ze scalenia jednostek medycyny przemysłowej
- 1993 – Szpital Ogólny nr 2 na Kapuściskach staje się Szpitalem Miejskim im. dr E. Warmińskiego (w 2006 budowa nowego bloku operacyjnego)
- 1994 – 26 marca uroczyste otwarcie Regionalnego Centrum Onkologii im. prof. Franciszka Łukaszczyka w Bydgoszczy
- 1995 – w lipcu otwarcie Domu Fundacji Sue Ryder przy Regionalnym Centrum Onkologii w dzielnicy Fordon (pierwsi pacjenci 4 czerwca 1996, od 2000 Regionalny Zespół Opieki Paliatywnej – Dom Sue Ryder)
- 1999 – powstaje Kujawsko-Pomorska Regionalna Kasa Chorych w Bydgoszczy (od 2003 Kujawsko-Pomorski Oddział Wojewódzki Narodowego Funduszu Zdrowia); Wojewódzka Stacja Krwiodawstwa przekształca się w Regionalne Centrum Krwiodawstwa i Krwiolecznictwa podporządkowane Ministerstwu Zdrowia
- 2000 – usamodzielnienie Domu Sue Ryder przy Centrum Onkologii jako Regionalny Zespół Opieki Paliatywnej - Dom Sue Ryder
- 2001 – likwidacja Bydgoskich Zakładów Techniki Medycznej (zał. 1953), w ich miejsce powstają spółki produkcyjne i naprawcze sprzętu medycznego, niektóre z udziałem kapitału zagranicznego (Dräger, Dutschmed)
- 2003 – Regionalne Centrum Onkologii jako pierwszy szpital w kraju zostaje uhonorowany godłem promocyjnym „Teraz Polska”; Szpital Gruźlicy i Chorób Płuc przekształca się w Kujawsko-Pomorskie Centrum Pulmonologii w Bydgoszczy, które dysponuje również sanatorium w Smukale, gdzie znajdują się 2 oddziały leczenia gruźlicy i oddział rehabilitacji; 27 grudnia otwarcie Muzeum Farmacji w aptece „Pod Łabędziem” (zał. 1853) przy ul. Gdańskiej 5
- 2004 – przekształcenie Państwowego Szpitala Klinicznego Akademii Medycznej w Szpital Uniwersytecki nr 1 im. Antoniego Jurasza w Bydgoszczy;
- 2008 – 3 listopada przekształcenie Wojewódzkiego Szpitala im. dr. J. Biziela w Szpital Uniwersytecki nr 2
- 2011 – ukończenie rozbudowy Wojewódzkiego Szpitala Obserwacyjno-Zakaźnego
- 2013 – oddanie do użytku Parku Aktywnej Rehabilitacji i Sportu (PARiS) przy Centrum Onkologii im. prof. Franciszka Łukaszczyka w Bydgoszczy
- 2015 – ukończenie rozbudowy Szpitala Uniwersyteckiego nr 1 im. dr A. Jurasza (Centrum Zdrowia Psychicznego, nowe kliniki Akademii Medycznej, Oddział Intensywnej Terapii, Centrum Medycyny Paliatywnej) oraz wzniesienie na nowo Wojewódzkiego Szpitala Dziecięcego
- 2018–2019 – rozbudowa Regionalnego Centrum Krwiodawstwa i Krwiolecznictwa przy ul. Markwarta (koszt: 7 mln zł)[10]

## Szpitale
W 2013 roku w Bydgoszczy funkcjonowało 15 szpitali, 156 przychodni oraz 124 apteki. Wykaz szpitali bydgoskich:
- szpitale jednostek samorządu terytorialnego
  - Centrum Onkologii im. Franciszka Łukaszczyka ;
  - Kujawsko-Pomorskie Centrum Pulmonologii ;
  - Wielospecjalistyczny Szpital Miejski im. dr Emila Warmińskiego ;
  - Wojewódzki Szpital Dziecięcy im. Józefa Brudzińskiego ;
  - Wojewódzki Szpital Obserwacyjno-Zakaźny ;
- szpitale uniwersyteckie, prowadzone przez Collegium Medicum Uniwersytetu Mikołaja Kopernika w Bydgoszczy:
  - Szpital Uniwersytecki nr 1 im. Antoniego Jurasza ;
  - Szpital Uniwersytecki nr 2 im. Jana Biziela ;
- szpitale resortowe:
  - Samodzielny Publiczny Wielospecjalistyczny Zakład Opieki Zdrowotnej Ministerstwa Spraw Wewnętrznych w Bydgoszczy ;
  - 10 Wojskowy Szpital Kliniczny z Polikliniką ;
- szpitale prywatne: 
  - Szpital Świętego Łukasza;
  - Centrum Medyczne Bieńkowski;
  - Centrum Medyczne Gizińscy;
  - Stadmedica;
  - Szpital Eskulap[12].
- szpitale nieistniejące:
  - Lazaret garnizonowy, ul. Grodzka 2 (1795-1852)
  - Szpital Miejski, ul. Gdańska 4 (1836-1937)
  - Szpital Garnizonowy, ul. Jagiellońska 13 (1852-1948)
  - Wojewódzki Szpital Dermatologiczny im. Wojciecha Oczko w Bydgoszczy, ul. Kurpińskiego 5 (1945–1985, przekształcony w Klinikę Szpitala Uniwersyteckiego nr 1 im. dr A. Jurasza)
- placówki podporządkowane:
  - Sanatorium w Smukale, ul. Meysnera 9 (1904-2000, przekształcone w placówkę Kujawsko-Pomorskiego Centrum Pulmonologii w Bydgoszczy)

- placówki opieki opieki paliatywnej[13]:
  - Hospicjum im. ks. Jerzego Popiełuszki  przy Szpitalu Miejskim;
  - Hospicjum Dom Sue Ryder  przy Centrum Onkologii;
  - Oddział Medycyny Paliatywnej w Szpitalu Uniwersyteckim nr 1.

Szpitale publiczne w Bydgoszczy dysponują łącznie 3295 łóżkami. Mają one znaczenie ponadlokalne – hospitalizowani są tu także mieszkańcy regionu oraz pozostałej części kraju. W 2003 r. leczyło się tutaj 114 tys. osób, a przeciętny okres pobytu wynosił 6,9 doby.
W trzech szpitalach bydgoskich: Wojskowym, Uniwersyteckim nr 1 i Uniwersyteckim nr 2 funkcjonują Szpitalne Oddziały Ratunkowe (SOR-y). Dodatkowo w Szpitalu Uniwersyteckim nr 1 im. dr Jurasza utworzono jedno z 14 w kraju Centrów Urazowych.
Na szczególną uwagę zasługuje Centrum Onkologii im. prof. Franciszka Łukaszczyka, znajdujące się w dzielnicy Fordon. Słynie ono nie tylko z wielokrotnych wygranych w rankingach na najlepszy szpital w Polsce, lecz i z wysoce specjalistycznych badań z wykorzystaniem m.in. pierwszego w Polsce PET-CT (pozytonowa emisyjna tomografia komputerowa).
W dzielnicy Opławiec, położonej w zachodniej części miasta, na skarpie nad Brdą znajduje się sanatorium Kujawsko-Pomorskiego Centrum Pulmonologii dla przewlekle chorych.

## Apteki w Bydgoszczy
Najstarsze apteki w Bydgoszczy:
- apteka miejska staropolska – 1585; jej właścicielem był aptekarz Daniel
- apteka Aleksego Varrysiewicza – 1590; zachował się po niej moździerz apteczny
- apteka „Pod Złotym Orłem”, Stary Rynek 3 – 1758; założona przez jezuitów, od 1795 w rękach Ludwika Kühlbronna; w latach 1808-1921 w rękach rodziny Kupffenderów; w 1909 Alfred Kupffender ufundował na Starym Rynku fontannę „Dzieci bawiące się z gęsią”
- apteka „Pod Niedźwiedziem”, ul. Niedźwiedzia 6  – 1776; założona przez Wilhelma Heidenreicha, początkowo „Pod Czarnym Orłem”, od 1903 w rękach właścicieli polskich (Fedlmann, Władysław Kużaj), od 1921 „Pod Niedźwiedziem”, zlikwidowana w latach 50. XX w.
- apteka „Pod Łabędziem”, ul. Gdańska 5 – 1853; założona przez Augusta Mentzla; od 2003 mieści się w niej bydgoskie Muzeum Farmacji
- apteka „Pod Lwem”, ul. Grunwaldzka 37 – 1891; założona przez dr  Leonarda Tonna
- apteka „Piastowska”, pl. Piastowski 25 – 1922
- apteka „Centralna”, ul. Gdańska 19 – 1922
- apteka „Przy Bielawach”, ul. Chodkiewicza 22 – 1931
- apteka „Jagiellońska” – 1936

W 1922 w Bydgoszczy funkcjonowało 7 aptek, a w latach 30. XX w. 13, w tym jedna w nowym Szpitalu Miejskim. W latach 1945–1950 istniało 11 aptek prywatnych, które w 1951 przymusowo upaństwowiono. Po 1989 większość aptek sprywatyzowano. W 2006 roku istniało w Bydgoszczy 144 aptek prywatnych i 10 szpitalnych.

## Szkolnictwo medyczne

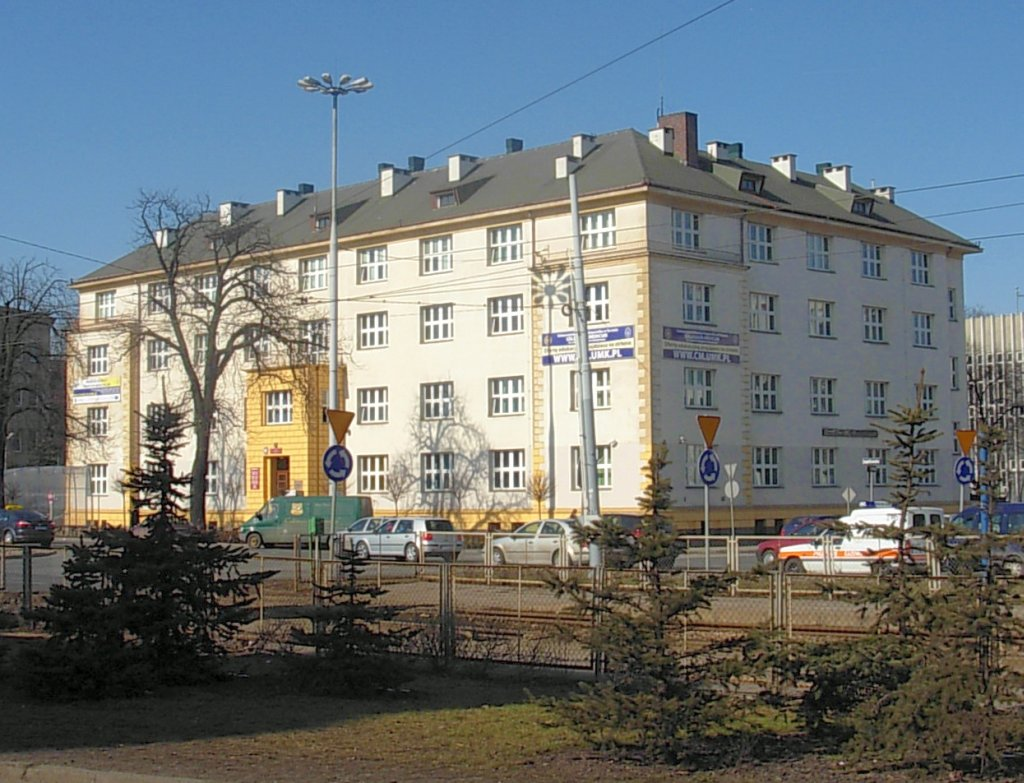
Budynek od 1990 r. mieszczący rektorat bydgoskiej Akademii Medycznej

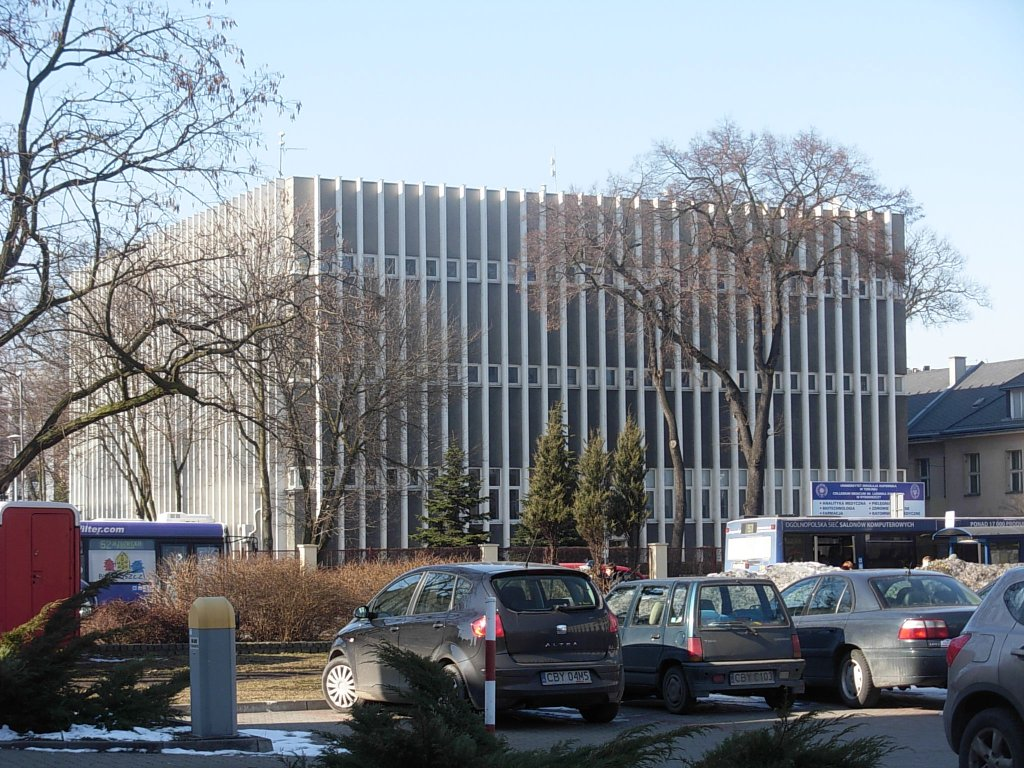
Jeden z budynków Collegium Medicum Uniwersytetu Mikołaja Kopernika przy ul. 3 Maja

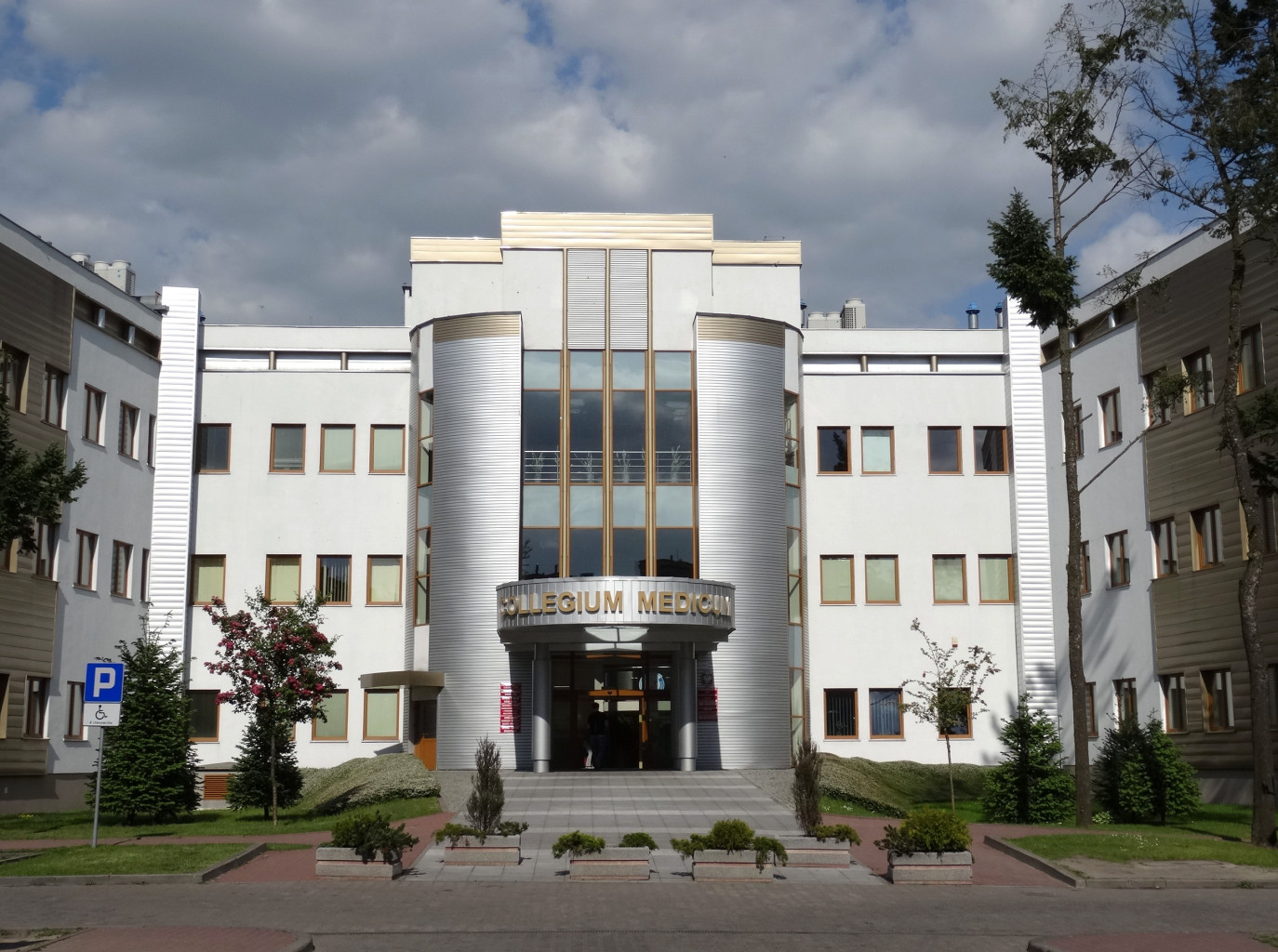
Siedziba Wydziału Farmaceutycznego CM UMK, wzniesiona w 2006 roku

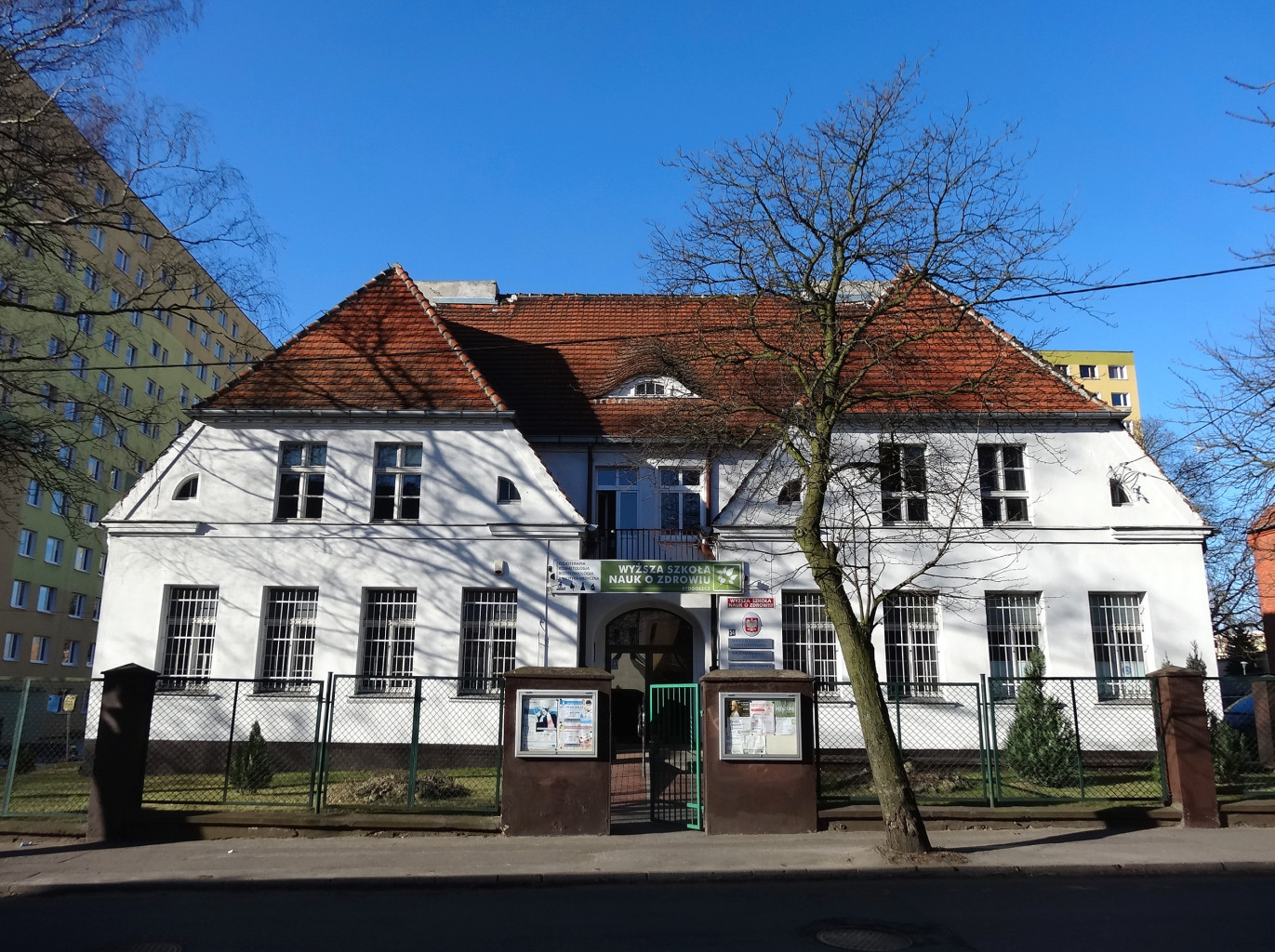
Niepubliczna Wyższa Szkoła Nauk o Zdrowiu w Bydgoszczy

### Historia średniego szkolnictwa medycznego w Bydgoszczy
- 1940 – otwarcie niemieckiej Szkoły Pielęgniarek w sąsiedztwie Szpitala Miejskiego[2]
- 1946 – otwarcie Szkoły Pielęgniarsko-Położniczej (działa do 1951)[2]
- 20 marca 1951 – otwarcie Państwowej Szkoły Felczerskiej przy VI Liceum Ogólnokształcącym (działa do 1953)[2]
- 1954 – 1 września powstaje Państwowa Szkoła Pielęgniarska przy II Liceum Ogólnokształcącym (od 1959 Liceum Pielęgniarskie, od 1966 Liceum Medyczne Pielęgniarstwa)[2]
- 1955 – powstaje Państwowa Szkoła Położnych (przy ul. Nowodworskiej, od 1958 przy ul. Curie-Skłodowskiej 26)[2]
- 1956 – powstaje Państwowe Liceum Techniki Farmaceutycznej (przy I L.O., potem przy Zespole Szkół Chemicznych)[2]
- 1967 – powstaje Liceum Medyczne Opiekunek Dziecięcych oraz Medyczne Studium Zawodowe Wydział Pielęgniarstwa[2]
- 1974 – w budynku przy pl. Chełmińskim umieszczono Medyczne Studium Zawodowe Wydział Położnych oraz Wydziały Fizjoterapii i Elektroradiologii[2]
- 1982 – 1 września otwarcie przy ul. Swarzewskiej Zespołu Szkół Medycznych, które mieści: Liceum Medyczne Pielęgniarstwa, Liceum Opiekunek Dziecięcych, Medyczne Studium Zawodowe z Wydziałami: Pielęgniarstwa, Fizjoterapii, Elektroradiologii, Techniki Farmaceutycznej i Analityki Medycznej[2]
- 2000 – Zespół Szkół Medycznych kończy działalność, a kształcenie pielęgniarek włączone zostaje do programu Akademii Medycznej[2]

### Historia wyższego szkolnictwa medycznego w Bydgoszczy
- 1951 – w Bydgoszczy powołany zostaje (jako pierwszy w Polsce) Zakład Doskonalenia Lekarzy[2]
- 1953 – utworzenie w Bydgoszczy specjalistycznych zakładów Instytutu Doskonalenia i Specjalizacji Kadr Lekarskich w Warszawie (szkolenia podyplomowe dla lekarzy z całego kraju)[2]
- 1959 – Studium Doskonalenia Lekarzy w Bydgoszczy zostaje włączone do Akademii Medycznej w Warszawie, w Bydgoszczy pozostaje II Klinika Otolaryngologii[16]
- 1960 – na sesji WRN z udziałem Ministra Zdrowia podjęta zostaje uchwała o utworzeniu Akademii Medycznej w Bydgoszczy; realizacja zostaje odłożona w czasie ze względu na konieczność wykształcenia kadry naukowej[16]
- 1971 – 3 marca powołanie Zespołu Nauczania Klinicznego w Bydgoszczy jako części Akademii Medycznej w Gdańsku (studenci lat wyższych AMG przyjeżdżali do Bydgoszczy na zajęcia dydaktyczne)[2]
- 1972 – powołanie Studium Farmaceutycznego Centrum Medycznego Kształcenia Podyplomowego w Warszawie, które prowadziło szkolenie farmaceutów z całego kraju[16]
- 1975 – 1 września powołanie Filii Akademii Medycznej w Gdańsku z siedzibą w Bydgoszczy wraz z wchodzącym w jej skład Oddziałem Zamiejscowym Wydziału Lekarskiego; uruchomienie 19 klinik i zakładów medycznych w Szpitalu im. dr A. Jurasza; rozbudowa szpitala dla potrzeb akademickich[2]
- 1977 – oddanie do użytku budynków dla potrzeb Akademii Medycznej w sąsiedztwie szpitala im. dr A. Jurasza: zakładów Patomorfologii, Medycyny Sądowej i Farmakologii, otwarcie kliniki Psychiatrii przy ul. Łomżyńskiej, Zakładu Higieny i Epidemiologii przy Szpitalu Obserwacyjno-Zakaźnym[2]
- 1979 – 1 listopada przekształcenie Oddziału Zamiejscowego w II Wydział Lekarski Akademii Medycznej w Gdańsku[2]
- 1980–1984 – budowa klinik w Szpitalu im dr A. Jurasza, budynków uczelnianych przy ul. Karłowicza[2]
- 1984 – 21 lipca Sejm jednogłośnie uchwala nową ustawę o utworzeniu Akademii Medycznej w Bydgoszczy[2]
- 1985 – 1 stycznia zarządzeniem Ministra Zdrowia powstaje Państwowy Szpital Kliniczny na bazie Wojewódzkiego Szpitala im. dr J. Bizela; w rozbudowie znajduje się szpital im. dr A. Jurasza – docelowy szpital kliniczny[2]
- 1987 – utworzenie Wydziału Farmacji[2]
- 1989 – 21 kwietnia ukończenie modernizacji szpitala im. Jurasza i przekształcenie go w Państwowy Szpital Kliniczny Akademii Medycznej w Bydgoszczy; część klinik i zakładów pozostaje jednak w szpitalach: Wojewódzkim im. J. Biziela, Dziecięcym, Gruźlicy i Chorób Płuc, Obserwacyjno-Zakaźnym[2]; Sejm nadaje Akademii Medycznej w Bydgoszczy za patrona chirurga Ludwika Rydygiera[16]
- 1990 – pozyskanie dla potrzeb administracji uczelni budynku dawnego Szpitala Garnizonowego (1851)
- 1997, 2000, 2002 – utworzenie Wydziału Pielęgniarskiego, który zmienia w kolejnych latach swą nazwę, by ostatecznie przekształcić się w obecny Wydział Nauk o Zdrowiu[2]
- 2004 – 24 listopada Akademia Medyczna w Bydgoszczy przekształca się w Collegium Medicum im. Ludwika Rydygiera w Bydgoszczy[2]
- 2005 – 31 sierpnia powstaje niepubliczna Wyższa Szkoła Nauk o Zdrowiu w Bydgoszczy[17]
- 2008 – 3 listopada przekształcenie Wojewódzkiego Szpitala im. dr. J. Biziela w Szpital Uniwersytecki nr 2[2]
- 2015 – starania w celu powołania w Bydgoskiego Uniwersytetu Medycznego im. Ludwika Rydygiera na bazie Collegium Medicum UMK; poparcie dla inicjatywy wyraża 140 tys. osób[2]

## Medyczne jednostki organizacyjne

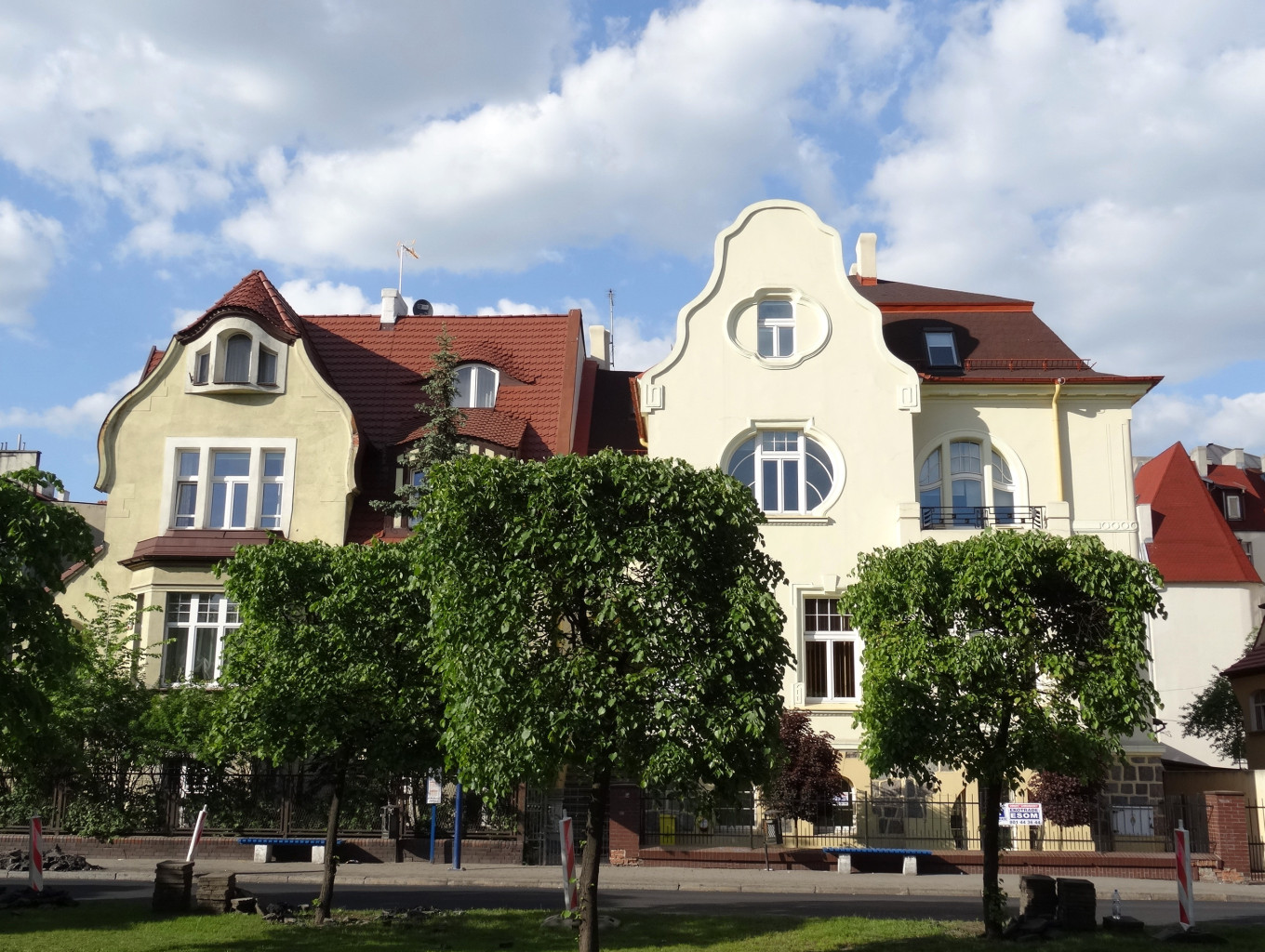
Kujawsko-Pomorski Oddział NFZ w secesyjnej willi przy al. Mickiewicza 15 z 1904 r.

W Bydgoszczy zlokalizowany jest Kujawsko-Pomorski Oddział Wojewódzki Narodowego Funduszu Zdrowia , Kujawsko-Pomorskie Wojewódzkie centrum zdrowia publicznego , Wojewódzki Inspektorat Farmaceutyczny , Wojewódzki Inspektorat Weterynarii wiw.bydgoszcz.pl, Wojewódzka Stacja Sanitarno-Epidemiologiczna , Regionalne Centrum Krwiodawstwa i Krwiolecznictwa  oraz jednostki samorządu zawodowego, m.in.:
- Bydgoska Izba Lekarska  – założona w 1990 r. jedna z 24 okręgowych izb Naczelnej Izby Lekarskiej[18] obejmująca zachodnią połowę województwa, wydaje własne pismo „Primum non nocere”;
- Pomorsko-Kujawska Okręgowa Izba Aptekarska  – założona w 1903 r. i ponownie w 1991 r. jedna z 20 okręgowych izb Naczelnej Izby Aptekarskiej, obejmuje całe województwo;
- Okręgowa Izba Pielęgniarek i Położnych w Bydgoszczy  – założona w 1991 r. jedna z 45 izb okręgowych, obejmująca zachodnią połowę województwa;
- Kujawsko-Pomorska Izba Lekarsko-Weterynaryjna  – jedna z 16 wojewódzkich izb Krajowej Izby Lekarsko-Weterynaryjnej;
- Federacja Związków Pracodawców Ochrony Zdrowia Porozumienie Zielonogórskie[19]

W Bydgoszczy istnieją ponadto regionalne oddziały wielu organizacji i stowarzyszeń medycznych np. Polskie Stowarzyszenie Diabetyków (założone w 1981 r. z siedzibą w Bydgoszczy), Polskie Towarzystwo Alergologiczne (założone w Bydgoszczy w 1982 r.), Bydgoskie Towarzystwo Lekarskie (od 1903), Polskie Towarzystwo Stomatologiczne (od 1953), Polskie Towarzystwo Pediatryczne (od 1954), Polskie Lekarskie Towarzystwo Radiologiczne, Polskie Towarzystwo Anatomiczne, Polskie Towarzystwo Chirurgów Dziecięcych, Polskie Towarzystwo Gerontologiczne, Polskie Towarzystwo Kardiologiczne, Polskie Towarzystwo Neurologiczne, Polskie Towarzystwo Endokrynologiczne, Polskie Towarzystwo Fizyki Medycznej, Polskie Towarzystwo Nadciśnienia Tętniczego, Polskie Towarzystwo Ortopedyczne i Traumatologiczne, Polskie Towarzystwo Zapobiegania Narkomanii, Towarzystwo Internistów Polskich, Polskie Towarzystwo Diagnostów Laboratoryjnych, Polskie Towarzystwo Pielęgniarskie, Polskie Towarzystwo Położnych (od 2004), Międzynarodowe Stowarzyszenie Studentów Medycyny IFMSA-Poland i inne.

## Ratownictwo medyczne
Pierwszy wóz sanitarny służący transportowi chorych i udzielaniu pierwszej pomocy uruchomiono w Bydgoszczy w 1902 roku i przekazano do dyspozycji Miejskiej Straży Pożarnej. W 1926 r. nastąpiło przejście na trakcję mechaniczną, a w 1927 r. uruchomiono Pogotowie Ratunkowe ze stałym dyżurem lekarskim w remizie straży pożarnej przy ul. Pomorskiej 16. W latach 30. XX w. rocznie przewożono ok. 1,7 tys. chorych. W 1955 r. uruchomiono Zespół Lotnictwa Sanitarnego. W 1967 r. oddano do użytku nową siedzibę Pogotowia Ratunkowego przy ul. Markwarta, które stało się stacją wojewódzką. W 2015 r. Wojewódzka Stacja Pogotowia Ratunkowego w Bydgoszczy dysponowała 5 zespołami specjalistycznymi, 11 bazami wyjazdowymi oraz 16 ambulansami.
W Bydgoszczy przy ul. Toruńskiej 157 (przy jazie Czersko Polskie) funkcjonuje Wodne Ochotnicze Pogotowie Ratunkowe Województwa Kujawsko-Pomorskiego (zał. 1968), do którego należy 12 placówek rejonowych na terenie całego regionu.
Przy Lotnisku Bydgoszcz-Biedaszkowo funkcjonuje ponadto bydgoskie Lotnicze Pogotowie Ratunkowe (baza HEMS). W mieście znajdują się 3 profesjonalne lądowiska dla helikopterów LPR, w tym 2 całodobowe (przy Szpitalach: Wojskowym oraz Uniwersyteckich nr 1 i 2).

## Domy opieki społecznej w Bydgoszczy
W okresie staropolskim powstały trzy przytułki dla ubogich, chorych i starców, ufundowane przez mieszczan, starostów i burgrabiów zamku bydgoskiego. Były to: szpital Św. Ducha (1448), szpital św. Stanisława (1529), szpital św. Krzyża (1582) i szpital protestancki przy drodze do Osielska (XVI w.)
W latach 1820-1840 władze pruskie rozebrały dawne przytułki miejskie, powstały natomiast nowe domy dla ubogich, m.in. przy ul. Parkowej, Grudziądzkiej oraz sierociniec przy ul. Kujawskiej (róg ul. Sierocej), zlikwidowany w 1886. W 1885 z fundacji Ludwiki Giese-Rafalskiej powstał dom dla samotnych kobiet przy ul. Szubińskiej (ob. Wojskowa Komenda Uzupełnień). W 1907 z fundacji radcy miejskiego Heinricha Dietza wybudowano nowoczesny sierociniec (ob. budynek Bydgoskiego Zespołu Placówek Opiekuńczo-Wychowawczych Traugutta 5 w Bydgoszczy). W 1914 przy ul. Chodkiewicza powstał kolejny sierociniec (ob. budynek Prewencji Policji w Bydgoszczy). Od 1909 przy pl. Kościeleckich znajdowała się ochronka i lecznica dla noworodków.
W okresie międzywojennym w gestii magistratu znajdowały się: Dom Starców przy ul. Parkowej (potem ul. Dworcowej 80) oraz nowy dom dla samotnych mężczyzn przy ul. Grudziądzkiej, zbudowany od postaw w 1927 roku. W budynku przy ul. Chodkiewicza 32 znajdował się Internat Kresowy – przytułek dla chłopców-sierot, których rodzice zostali zamordowani przez bolszewików na Kresach Wschodnich.
W latach 1945–1949 istniał Dom Noclegowy przy ul. Świętej Trójcy, w którym przebywali repatrianci oraz Niemcy przeznaczeni do wysiedlenia. W II połowie lat 50. XX w. wybudowano Dom Rencisty (ob. Dom Pomocy Społecznej Jesień Życia) oraz Dom Dziecka (ul. Stolarska 2) funkcjonujący do czasów obecnych. W 1990 urządzono schronisko dla bezdomnych (ul. Fordońska 422). W 2006 w Bydgoszczy działały 4 Domy Pomocy Społecznej, 2 Domy Dziennego Pobytu, Dom Dziecka, 3 schroniska: dla kobiet, mężczyzn i rodzin, środowiskowy Dom Samopomocy dla Osób z Zaburzeniami Psychicznymi oraz noclegownia dla bezdomnych w Fordonie.

## Opieka zdrowotna w liczbach
Niektóre wskaźniki statystyczne w 2014 roku:
- 3388 łóżek w szpitalach
- 164 przychodni
- 124 aptek
- 3680 lekarzy
- 4091 pielęgniarek
- 472 położnych